# برامج رحلات الفضاء البشرية
تُدار برامج رحلات الفضاء البشرية أو يجري البدء فيها أو التخطيط لها من قبل العديد من البلدان والشركات. حتى بداية القرن الحادي والعشرين، كانت برامج رحلات الفضاء البشرية تابعة للحكومة بشكل حصري، سواء من خلال وكالات الفضاء العسكرية أو المدنية. مع إطلاق مركبة سبيس شيب وان الممولة من القطاع الخاص في عام 2004، انبثقت فئة جديدة من برامج رحلات الفضاء البشرية - الرحلات الفضائية البشرية التجارية. اعتبارًا من يوليو 2021، أطلقت ثلاث دول (الاتحاد السوفيتي/روسيا والولايات المتحدة والصين) وشركة خاصة واحدة (سبيس إكس) مهمات مأهولة إلى مدار حول الأرض، وأطلقت شركتان خاصتان (سكيلد كومبوزيتس وبلو أوريجين) مهمات مأهولة دون مدارية. تختلف معايير رحلات الفضاء البشرية. يُعرِّف الاتحاد الدولي للرياضات الهوائية (إف إيه آي) رحلات الفضاء على أنها أي رحلة تحلق على ارتفاع يزيد عن 100 كيلومتر (62 ميل). في الولايات المتحدة، يُمنح رواد الفضاء المحترفون والعسكريون والتجاريون الذين يسافرون إلى ارتفاع 80 كيلومترًا (50 ميلًا) شارة رواد الفضاء الأمريكية. يستخدم هذا المقال تعريف إف إيه آي للرحلات الفضائية.

## البرامج الفضائية الناجحة

### برنامج فوستوك (الاتحاد السوفيتي، بين عامي 1956 و1964)
نجح برنامج فوستوك في إرسال شخص إلى مدار حول الأرض لأول مرة في التاريخ. بدأ سيرجي كوروليف وكونستانتين فيوكتيستوف، في يونيو 1956، أبحاثًا عن المركبات الفضائية المأهولة. طور البرنامج مركبة فوستوك الفضائية اعتمادًا على مشروع زينيت للأقمار التجسس الصناعية وطُوِر صاروخ فوستوك بناءً على تصميم الصواريخ الباليستية العابرة للقارات (آي سي بي إم). قبل الإعلان عن اسم فوستوك، كان الاسم سريًا. بحلول أغسطس/سبتمبر 1958، شُكل قسم مخصص لإنتاج مركبة فوستوك الأولى. تأجلت الموافقة الرسمية على مشروع فوستوك حتى 22 مايو 1959 نتيجة تنافسه مع برامج الاستطلاع بالصور.
كانت مهمة فوستوك 1 أول رحلة فضاء بشرية. انطلقت مركبة فوستوك 3 كاي إيه في 12 أبريل 1961، حاملةً رائد الفضاء السوفيتي يوري غاغارين. كانت مهمة فوستوك 1 أول مهمة يسافر فيها أي شخص إلى الفضاء الخارجي وأول مرة يدخل فيها شخص مدارًا حول الأرض.
بالمجمل، أطلِقت ست مهمات خلال برنامج فوستوك، بما في ذلك مهمة فوستوك 6 في يونيو 1963 التي حملت رائدة الفضاء السوفيتية فالنتينا تيريشكوفا، أول امرأة تسافر إلى الفضاء. في الأصل، جرى التخطيط لإطلاق سبع رحلات أخرى في برنامج فوستوك (فوستوك 7 حتى 13)، حتى أبريل 1966، ولكنها ألغيت وأعيد تدوير مكونات البرنامج لاستخدامها في برنامج فوسخود، الذي كان يهدف إلى تحقيق المزيد الإنجازات السوفيتية الرائدة في الفضاء.

### مشروع ميركوري (الولايات المتحدة، بين عامي 1959 و1963)
كان مشروع ميركوري أول برنامج رحلات فضاء بشرية للولايات المتحدة الأمريكية. استمر البرنامج بين عامي 1959 و1963 بهدف إرسال إنسان إلى مدار حول الأرض. كانت رحلة ميركوري أطلس، التي حملت رائد الفضاء جون غلين 6 في 20 فبراير 1962، أول رحلة لمشروع ميركوري تحقق هذا الهدف.
أجري التخطيط والبحث الأولي من قبل اللجنة الاستشارية الوطنية للملاحة الجوية، ونُفذ البرنامج رسميًا من قبل وكالة ناسا المنشأة حديثًا.
بحجمها الداخلي البالغ 1.7 متر مكعب (60 قدمًا مكعبًا)، لم تتسع الكبسولة الفضائية إلا لشخص واحد فقط. احتوت الكبسولة على 120 عنصر تحكم: 55 مفتاحًا كهربائيًا و30 صمامًا و35 رافعة ميكانيكية. صُممت المركبة الفضائية من قِبل ماكس فاجيت ومجموعة المهام الفضائية التابعة لناسا.
طلبت ناسا إنتاج 20 مركبة فضائية، رُقمت من 1 إلى 20، من شركة طائرات ماكدونل في سانت لويس في ولاية ميسوري. لم تُطلق خمس مركبات من أصل عشرين، رقم 10 و12 و15 و17 و19. دُمرت المركبتان الثالثة والرابعة خلال رحلات تجريبية غير مأهولة. غرقت المركبة الفضائية رقم 11 واستعيدت من قاع المحيط الأطلسي بعد 38 عامًا. عُدلت بعض المركبات الفضائية بعد الإنتاج الأولي (جُددت بعض المركبات بعد إحباط إطلاقها، وعُدلت بعض المركبات للسماح بإجراء مهام أطول وما إلى ذلك) وعُدلت أسماؤها لتشمل حرفًا معينًا بعد رقمها، مثل 2 إيه و15 بي. عُدلت بعض المركبات الفضائية مرتين؛ مثلًا، عُدل اسم المركبة رقم 15 إلى 15 إيه ثم إلى 15 بي.

### برنامج فوسخود (الاتحاد السوفيتي، بين عامي 1964 و1965)
برنامج فوسخود (بالروسية: Восход)‏ («الصعود» أو «الفجر» باللغة الروسية) كان مشروعًا لرحلات الفضاء السوفييتية البشرية. اعتمد تطوير برنامج فوسخود على برنامج فوستوك، إذ أُعيد تدوير المكونات المتبقية بعد إلغاء البرنامج بعد رحلاته الست الأولى. شمل البرنامج مهمتان فضائيتان استخدمتا مركبة وصاروخ فوسخود.
كانت مركبة فوسخود في الأساس مركبة فوستوك تحتوي على صاروخ كبحي احتياطي يعمل بالوقود الصلب على الجزء العلوي من وحدة الهبوط. تمكن المهندسون من زيادة وزن المركبة عن طريق تحسين المعزز المشتق من صاروخ آر 7 سيميوركا. أزيل مقعد الطرد وأضيفت أريكتين أو ثلاث أرائك للطاقم بزاوية 90 درجة بالنسبة لموضع الطاقم داخل المركبة. مع ذلك، لم يُغير موضع أدوات التحكم الخاصة بالطيران، لذلك توجب على الطاقم رفع رؤوسهم 90 درجة لرؤية الأدوات.
في حين كان برنامج «فوستوك» مخصصًا لفهم تأثيرات السفر إلى الفضاء والجاذبية الصغرى على جسم الإنسان، أطلِقت مهمتا فوسخود بهدف تحقيق إنجازات رائدة. قام رائد الفضاء أليكسي ليونوف بأول نشاط خارج المركبة (عملية «سير في الفضاء») خلال مهمة فوسخود، والذي أصبح النجاح الرئيسي للبرنامج، وخلال مهمة فوسخود 2، أطلِق أول طاقم مكون من عدة أشخاص إلى مدار حول الأرض. بمجرد تحقيق الهدفين، توقف البرنامج. جاء ذلك بعد تغير القيادة السوفيتية، إذ لم تكن القيادة الجديدة مهتمةً برحلات الطيران المثيرة والرائدة، ما سمح للمصممين السوفييت بالتركيز على برنامج سويوز.